# Orosz Szövetségi Űrügynökség
Az Orosz Szövetségi Űrügynökség (oroszul: Федеральное космическое агентство, magyar átírásban: Fegyeralnoje koszmicseszkoje agentsztvo), rövidítve RKA, rövid nevén Roszkoszmosz az orosz űrprogram lebonyolításáért felelős szervezet. A Szovjetunió felbomlása után Oroszország 1992-ben hozta létre nemzeti űrügynökségét. A Roszkoszmosz egyike azon három űrügynökségnek, amelyek rendelkeznek az embert szállító űrhajók technológiájával. Jelentős szerepet vállaltak a Nemzetközi Űrállomás építésében és jelentős a szerepük a fenntartásában is.
1992 februárjában hozták létre Orosz Űrügynökség néven az Oroszországi Föderáció elnökének 1992. február 25-i 185. számú rendelete alapján. Ez a szervezet vette át az Általános Gépipari Minisztérium funkcióinak többségét.
Az Orosz Szövetségi Űrügynökség volt az első szervezet, amely űrturistákat juttatott fel a világűrbe. Űrhajósait a Moszkva melletti Csillagvárosban lévő Jurij Gagarin Űrhajóskiképző Központban készítik fel az űrrepülésre. Az indításokat főleg a Bajkonuri űrrepülőtérről és a Pleszeck űrrepülőtérről végzi. A Társaság bevétele Oroszországban 2021-ben 96 683 300 dollárt tett ki.